# CECAFA Cup
De CECAFA (Senior Challenge) Cup een voetbaltoernooi voor landenteams in Afrika. Het is een toernooi van de “Council of East and Central Africa Football Associations” (CECAFA). Het wordt gespeeld tussen de nationale teams van de landen in Centraal- en Oost-Afrika, waarbij regelmatig een land van buiten de CECAFA op uitnodiging meespeelt.
Het is de opvolger van de Gossage Cup die werd gehouden van 1916 tot 1966. Deze cup was vernoemd naar de sponsor, de zeepmagnaat William Gossage. Tot 1945 werd deze cup beslist tussen Kenia en Oeganda, in 1945 kwam Tanganyika erbij en vanaf 1949 Zanzibar. Van 1967 tot en met 1970 werd het toernooi als de Challenge Cup gespeeld.
Vanaf 1973 wordt het toernooi als het CECAFA kampioenschap gespeeld, met soms een of meerdere gastlanden van de COSAFA. In 2005 en 2006 werd het toernooi gesponsord door de Ethiopische/Arabische sjeik Mohammed Al Amoudi, en kreeg daarom de naam Al Amoudi Senior Challenge Cup. Tegenwoordig is de officiële naam CECAFA Tusker Challenge Cup.
Het toernooi van 2016 stond gepland om te worden gespeeld in Soedan, nadat de organisatie was overgenomen door Kenia werd het toernooi uiteindelijk toch gecanceld door een gebrek aan sponsors. Dit werd in november 2016 aangekondigd door Rogers Mulindwa.

## Historisch overzicht

### Gossage Cup (1926–1966)
| Jaar         | Gastland   |                  | Winnaar          | Tweede     | Finale |
| ------------ | ---------- | ---------------- | ---------------- | ---------- | ------ |
| 1926         | Kenia      | Kenia            | Oeganda          | 2 – 1      |        |
| 1928         | Oeganda    | Oeganda          | Kenia            | 4 – 0      |        |
| 1929         | Oeganda    | Oeganda          | Kenia            | 5 – 3      |        |
| 1930         | Oeganda    | Oeganda          | Kenia            | 5 – 0      |        |
| 1931         | Kenia      | Kenia            | Oeganda          | 2 – 1      |        |
| 1932         | Oeganda    | Oeganda          | Kenia            | 13 – 1     |        |
| 1935         | Oeganda    | Oeganda          | Kenia            | 5 – 1      |        |
| 1936         | Oeganda    | Oeganda          | Kenia            | 3 – 1      |        |
| 1937         | Oeganda    | Oeganda          | Kenia            | 9 – 5      |        |
| 1938         | Oeganda    | Oeganda          | Kenia            | 3 – 1      |        |
| 1939         | Oeganda    | Oeganda          | Kenia            | 5 – 2      |        |
| 1940         | Oeganda    | Oeganda          | Kenia            | 6 – 3      |        |
| 1941         | Kenia      | Kenia            | Oeganda          | 4 – 3      |        |
| 1942         | Kenia      | Kenia            | Oeganda          | 4 – 3      |        |
| 1943         | Oeganda    | Oeganda          | Kenia            | 2 – 1      |        |
| 1944         | Kenia      | Kenia            | Oeganda          | 2 – 1      |        |
| 1945         | Oeganda    | Oeganda          | Kenia            | 4 – 1      |        |
| 1946         | Kenia      | Kenia            | Oeganda          | 2 – 1      |        |
| 1947         | Oeganda    | Oeganda          | Tanganyika       | 4 – 2      |        |
| 1948         | Oeganda    | Oeganda          | Kenia            | 2 – 1      |        |
| 1949         | Tanganyika | Tanganyika       | Kenia            | 2 – 0      |        |
| 1950         | Tanganyika | Tanganyika       | Kenia            | 2 – 1      |        |
| 1951         | Tanganyika | Tanganyika       | Kenia            | 3 – 2      |        |
| 1952         | Oeganda    | Oeganda          | Kenia            | 6 – 3      |        |
| 1953         | Kenia      | Kenia            | Oeganda          | 6 – 2      |        |
| 1954         | Oeganda    | Oeganda          | Kenia            | 4 – 1      |        |
| 1955         | Oeganda    | Oeganda          | Tanganyika       | 5 – 1      |        |
| 1956         | Oeganda    | Oeganda          | Kenia            | 3 – 1      |        |
| 1957         | Oeganda    | Oeganda          | Kenia            | 2 – 2      |        |
| Jaar         | Gastland   |                  | Winnaar          | Tweede     | Derde  |
| 1958 Details | Kenia      | Kenia            | Oeganda          | Tanganyika |        |
| 1959 Details | Kenia      | Kenia            | Zanzibar         | Tanganyika |        |
| 1960 Details | Kenia      | Kenia en Oeganda | Kenia en Oeganda | Tanganyika |        |
| 1961 Details | Kenia      | Kenia            | Tanganyika       | Oeganda    |        |
| 1962 Details | Oeganda    | Oeganda          | Tanganyika       | Kenia      |        |
| 1963 Details | Oeganda    | Oeganda          | Kenia            | Tanganyika |        |
| 1964 Details | Tanzania   | Tanganyika       | Kenia            | Oeganda    |        |
| 1965 Details | Tanzania   | Tanzania         | Kenia            | Oeganda    |        |
| 1966 Details | Kenia      | Kenia            | Oeganda          | Tanzania   |        |

1. ↑  1928: Uitslag is niet zeker (verschillende bronnen geven verschillende uitslagen).
2. ↑  1931: Uitslag is niet zeker (verschillende bronnen geven verschillende uitslagen).
3. ↑  1960: Beide landen kregen de titel omdat ze gelijk eindigden in de poule.

### Challenge Cup (1967–1971)
| Jaar         | Gastland |         | Winnaar             | Tweede              | Derde |
| ------------ | -------- | ------- | ------------------- | ------------------- | ----- |
| 1967 Details | Kenia    | Kenia   | Oeganda             | Zanzibar            |       |
| 1968 Details | Tanzania | Oeganda | Kenia               | Tanzania            |       |
| 1969 Details | Oeganda  | Oeganda | Tanzania            | Kenia               |       |
| 1970 Details | Zanzibar | Oeganda | Tanzania            | Zanzibar            |       |
| 1971 Details | Kenia    | Kenia   | Oeganda en Tanzania | Oeganda en Tanzania |       |

### CECAFA Cup (1973–2019)
| Jaar         | Gastland |                  | Winnaar           | Tweede                   | Derde                    | Vierde |
| ------------ | -------- | ---------------- | ----------------- | ------------------------ | ------------------------ | ------ |
| 1973 Details | Oeganda  | Oeganda          | Tanzania          | Kenia en Zambia (B-team) | Kenia en Zambia (B-team) |        |
| 1974 Details | Tanzania | Tanzania         | Oeganda           | Zambia en Zanzibar       | Zambia en Zanzibar       |        |
| 1975 Details | Zambia   | Kenia            | Malawi            | Oeganda en Tanzania      | Oeganda en Tanzania      |        |
| 1976 Details | Zanzibar | Oeganda          | Zambia            | Kenia en Malawi          | Kenia en Malawi          |        |
| 1977 Details | Somalië  | Oeganda          | Zambia            | Malawi                   | Kenia                    |        |
| 1978 Details | Malawi   | Malawi           | Zambia            | Kenia                    | Oeganda                  |        |
| 1979 Details | Kenia    | Malawi           | Kenia             | Tanzania                 | Zanzibar                 |        |
| 1980 Details | Soedan   | Soedan           | Tanzania          | Malawi                   | Zambia (B-team)          |        |
| 1981 Details | Tanzania | Kenia            | Tanzania          | Zambia                   | Oeganda                  |        |
| 1982 Details | Oeganda  | Kenia            | Oeganda           | Zimbabwe                 | Zanzibar                 |        |
| 1983 Details | Kenia    | Kenia            | Zimbabwe          | Oeganda                  | Malawi                   |        |
| 1984 Details | Oeganda  | Zambia           | Malawi            | Oeganda                  | Kenia                    |        |
| 1985 Details | Zimbabwe | Zimbabwe         | Kenia             | Malawi                   | Oeganda                  |        |
| 1987 Details | Ethiopië | Ethiopië         | Zimbabwe          | Oeganda                  | Zanzibar                 |        |
| 1988 Details | Malawi   | Malawi           | Zambia            | Kenia                    | Zimbabwe                 |        |
| 1989 Details | Kenia    | Oeganda          | Malawi            | Kenia (A-team)           | Zambia                   |        |
| 1990 Details | Zanzibar | Oeganda          | Soedan            | Tanzania                 | Zanzibar                 |        |
| 1991 Details | Oeganda  | Zambia           | Kenia             | Oeganda                  | Soedan                   |        |
| 1992 Details | Tanzania | Oeganda          | Tanzania (B-team) | Zambia                   | Malawi                   |        |
| 1994 Details | Kenia    | Tanzania         | Oeganda           | Kenia (A-team)           | Eritrea                  |        |
| 1995 Details | Oeganda  | Zanzibar         | Oeganda (B-team)  | Kenia                    | Ethiopië                 |        |
| 1996 Details | Soedan   | Oeganda          | Soedan (B-team)   | Soedan (A-team)          | Kenia                    |        |
| 1999 Details | Rwanda   | Rwanda (B-team)  | Kenia             | Rwanda (A-team)          | Burundi                  |        |
| 2000 Details | Oeganda  | Oeganda (A-team) | Oeganda (B-team)  | Ethiopië                 | Rwanda                   |        |
| 2001 Details | Rwanda   | Ethiopië         | Kenia             | Rwanda (A-team)          | Rwanda (B-team)          |        |
| 2002 Details | Tanzania | Kenia            | Tanzania          | Rwanda                   | Oeganda                  |        |
| 2003 Details | Soedan   | Oeganda          | Rwanda            | Kenia                    | Soedan                   |        |
| 2004 Details | Ethiopië | Ethiopië         | Burundi           | Soedan                   | Kenia                    |        |
| 2005 Details | Rwanda   | Ethiopië         | Rwanda            | Zanzibar                 | Oeganda                  |        |
| 2006 Details | Ethiopië | Zambia           | Soedan            | Rwanda                   | Oeganda                  |        |
| 2007 Details | Tanzania | Soedan           | Rwanda            | Oeganda                  | Burundi                  |        |
| 2008 Details | Oeganda  | Oeganda          | Kenia             | Tanzania                 | Burundi                  |        |
| 2009 Details | Kenia    | Oeganda          | Rwanda            | Zanzibar                 | Tanzania                 |        |
| 2010 Details | Tanzania | Tanzania         | Ivoorkust         | Oeganda                  | Ethiopië                 |        |
| 2011 Details | Tanzania | Oeganda          | Rwanda            | Soedan                   | Tanzania                 |        |
| 2012 Details | Oeganda  | Oeganda          | Kenia             | Zanzibar                 | Tanzania                 |        |
| 2013 Details | Kenia    | Kenia            | Soedan            | Zambia                   | Tanzania                 |        |
| 2015 Details | Ethiopië | Oeganda          | Rwanda            | Ethiopië                 | Soedan                   |        |
| 2017 Details | Kenia    | Kenia            | Zanzibar          | Oeganda                  | Burundi                  |        |
| 2019 Details | Oeganda  | Oeganda          | Eritrea           | Kenia                    | Tanzania                 |        |

1. ↑  Zambia won maar Soedan kreeg de titel. Zambia was uitgenodigd om mee te doen maar geen CECAFA lid.

### CECAFA U-23 Challenge Cup (2021–)
| Jaar         | Gastland |          | Winnaar | Tweede      | Derde | Vierde |
| ------------ | -------- | -------- | ------- | ----------- | ----- | ------ |
| 2021 Details | Ethiopië | Tanzania | Burundi | Zuid-Soedan | Kenia |        |

## CECAFA CUP

### Overzicht van resultaten en deelnames
| Team               | 1e | 2e | 3e | 4e | Deelnames | Laatste deelname |
| ------------------ | -- | -- | -- | -- | --------- | ---------------- |
| Oeganda            | 15 | 3  | 7  | 6  | 39        | 2019             |
| Kenia              | 7  | 7  | 7  | 4  | 38        | 2019             |
| Ethiopië           | 4  | 0  | 2  | 2  | 19        | 2017             |
| Tanzania           | 3  | 4  | 3  | 5  | 36        | 2019             |
| Malawi             | 3  | 3  | 3  | 2  | 21        | 2015             |
| Zambia             | 3  | 4  | 3  | 2  | 21        | 2013             |
| Soedan             | 2  | 3  | 3  | 3  | 22        | 2019             |
| Zimbabwe           | 1  | 2  | 1  | 1  | 11        | 2012             |
| Zanzibar           | 1  | 1  | 3  | 4  | 35        | 2019             |
| Rwanda (B-team)    | 1  | 0  | 0  | 1  | 2         | 2001             |
| Rwanda             | 0  | 6  | 4  | 1  | 19        | 2017             |
| Oeganda (B-team)   | 0  | 2  | 0  | 0  | 2         | 2000             |
| Burundi            | 0  | 1  | 0  | 4  | 17        | 2019             |
| Eritrea            | 0  | 1  | 0  | 1  | 12        | 2019             |
| Ivoorkust (B-team) | 0  | 1  | 0  | 0  | 1         | 2010             |
| Tanzania (B-team)  | 0  | 1  | 0  | 0  | 1         | 1992             |
| Somalië            | 0  | 0  | 0  | 0  | 26        | 2019             |
| Djibouti           | 0  | 0  | 0  | 0  | 12        | 2019             |
| Zuid-Soedan        | 0  | 0  | 0  | 0  | 4         | 2017             |
| Kenia (B-team)     | 0  | 0  | 0  | 0  | 2         | 1994             |
| Seychellen         | 0  | 0  | 0  | 0  | 2         | 1994             |
| Soedan (B-team)    | 0  | 0  | 0  | 0  | 1         | 1996             |
| Libië              | 0  | 0  | 0  | 0  | 1         | 2017             |

### Gastlanden
| Gastland | Land     | Toernooi                                             |
| -------- | -------- | ---------------------------------------------------- |
| 9 keer   | Oeganda  | 1973, 1982, 1984, 1991, 1995, 2000, 2008, 2012, 2019 |
| 7 keer   | Tanzania | 1974, 1981, 1992, 2002, 2007, 2010, 2011             |
| 7 keer   | Kenia    | 1979, 1983, 1989, 1994, 2009, 2013, 2017             |
| 4 keer   | Ethiopië | 1987, 2004, 2006, 2015                               |
| 3 keer   | Soedan   | 1980, 1996, 2003                                     |
| 3 keer   | Rwanda   | 1999, 2001, 2005                                     |
| 2 keer   | Zanzibar | 1976, 1990                                           |
| 2 keer   | Malawi   | 1978, 1988                                           |
| 1 keer   | Somalië  | 1977                                                 |
| 1 keer   | Zambia   | 1975                                                 |
| 1 keer   | Zimbabwe | 1985                                                 |

## Gossage Cup

### Finales
1926
|                               |       |       |         |         |
| 1 mei 1926 «onderlinge duels» | Kenia | 1 – 1 | Oeganda | Nairobi |
| 1 mei 1926 «onderlinge duels» |       |       |         | Nairobi |

replay
|                               |       |       |         |         |
| 3 mei 1926 «onderlinge duels» | Kenia | 2 – 1 | Oeganda | Nairobi |
| 3 mei 1926 «onderlinge duels» | Musa  |       |         | Nairobi |

1928
|                    |         |       |       |         |
| «onderlinge duels» | Oeganda | 4 – 0 | Kenia | Kampala |
| «onderlinge duels» |         |       |       | Kampala |

1931
|                         |       |       |         |         |
| 1931 «onderlinge duels» | Kenia | 2 – 1 | Oeganda | Nairobi |
| 1931 «onderlinge duels» | Goal  |       |         | Nairobi |

1945
|                         |         |       |       |         |
| 1945 «onderlinge duels» | Oeganda | 4 – 1 | Kenia | Kampala |
| 1945 «onderlinge duels» |         |       |       | Kampala |

1946
|                                      |       |       |         |         |
| 21 september 1946 «onderlinge duels» | Kenia | 2 – 1 | Oeganda | Nairobi |
| 21 september 1946 «onderlinge duels» |       |       |         | Nairobi |

1947
|                   |                        |       |               |               |
| 20 september 1947 | Oeganda                | 4 – 2 | Tanganyika    | Dar es Salaam |
| 20 september 1947 | Wasajja Nsereko Nyanda |       | Juma W.Nathon | Dar es Salaam |

1948
|                                      |         |       |       |         |
| 25 september 1948 «onderlinge duels» | Oeganda | 2 – 1 | Kenia | Kampala |
| 25 september 1948 «onderlinge duels» |         |       |       | Kampala |

1949
|                 |       |       |                       |          |
| 8 december 1949 | Kenia | 0 – 2 | Tanganyika            | Zanzibar |
| 8 december 1949 | Goal  |       | Juma Abdullah , Paulo | Zanzibar |

1950
|                 |       |       |            |         |
| 14 oktober 1950 | Kenia | 1 – 1 | Tanganyika | Nairobi |
| 14 oktober 1950 |       |       |            | Nairobi |

replay
|                 |       |       |            |         |
| 16 oktober 1950 | Kenia | 1 – 2 | Tanganyika | Nairobi |
| 16 oktober 1950 | Shem  |       | Nasson , ? | Nairobi |

1951
|                   |                     |       |                |               |
| 29 september 1951 | Kenia               | 2 – 3 | Tanganyika     | Dar es Salaam |
| 29 september 1951 | Elijah , Amid e.d.' |       | Nasson , Kambi | Dar es Salaam |

1952
|                                      |                                               |       |                 |                          |
| 27 september 1952 «onderlinge duels» | Oeganda                                       | 6 – 3 | Kenia           | Nakivubo ground, Kampala |
| 27 september 1952 «onderlinge duels» | Temaligwe pen.' , A.E.Kalibala , A.G.Kalibala |       | Elijah , Simiyo | Nakivubo ground, Kampala |

1953
|                                   |       |       |         |          |
| 3 oktober 1953 «onderlinge duels» | Kenia | 6 – 2 | Oeganda | Zanzibar |
| 3 oktober 1953 «onderlinge duels» |       |       |         | Zanzibar |

1954
|                                   |       |              |         |         |
| 9 oktober 1954 «onderlinge duels» | Kenia | 2 – 2 (n.v.) | Oeganda | Nairobi |
| 9 oktober 1954 «onderlinge duels» |       |              |         | Nairobi |

replay
|                                    |       |       |                   |         |
| 10 oktober 1954 «onderlinge duels» | Kenia | 1 – 4 | Oeganda           | Nairobi |
| 10 oktober 1954 «onderlinge duels» | Shem  |       | Seruwaji , Ndgala | Nairobi |

1955
|                 |         |       |            |               |
| 15 oktober 1955 | Oeganda | 5 – 1 | Tanganyika | Dar es Salaam |
| 15 oktober 1955 |         |       |            | Dar es Salaam |

1956
|                                    |         |       |       |         |
| 1 december 1956 «onderlinge duels» | Oeganda | 2 – 1 | Kenia | Kampala |
| 1 december 1956 «onderlinge duels» |         |       |       | Kampala |

1957
|                                     |         |       |       |  |
| 7 september 1957 «onderlinge duels» | Oeganda | 2 – 1 | Kenia |  |
| 7 september 1957 «onderlinge duels» |         |       |       |  |

### Eindstand poule
1958 in Nairobi
| Datum      | Team     | Score | Team       |
| ---------- | -------- | ----- | ---------- |
| 4 oktober  | Oeganda  | 1 – 1 | Zanzibar   |
| 5 oktober  | Kenia    | 3 – 1 | Tanganyika |
| 7 oktober  | Oeganda  | 2 – 0 | Tanganyika |
| 8 oktober  | Kenia    | 4 – 0 | Zanzibar   |
| 10 oktober | Zanzibar | 2 – 3 | Tanganyika |
| 11 oktober | Kenia    | 2 – 0 | Oeganda    |

| Nr. | Club       | Wedstrijden | Wedstrijden | Wedstrijden | Wedstrijden | Doelpunten | Doelpunten | Doelpunten | Punten |
| --- | ---------- | ----------- | ----------- | ----------- | ----------- | ---------- | ---------- | ---------- | ------ |
| Nr. | Club       | Sp          | W           | G           | V           | V          | T          | Saldo      | Punten |
| 1   | Kenia      | 3           | 3           | 0           | 0           | 9          | 1          | +8         | 6      |
| 2   | Oeganda    | 3           | 1           | 1           | 1           | 3          | 3          | 0          | 3      |
| 3   | Tanganyika | 3           | 1           | 0           | 2           | 4          | 7          | –3         | 2      |
| 4   | Zanzibar   | 3           | 0           | 1           | 2           | 3          | 8          | –5         | 1      |

1959 in Dar es Salaam
| Datum      | Team     | Score | Team       |
| ---------- | -------- | ----- | ---------- |
| 3 oktober  | Zanzibar | 2 – 2 | Tanganyika |
| 4 oktober  | Kenia    | 0 – 0 | Oeganda    |
| 6 oktober  | Oeganda  | 2 – 2 | Tanganyika |
| 7 oktober  | Kenia    | 5 – 0 | Zanzibar   |
| 9 oktober  | Zanzibar | 1 – 0 | Oeganda    |
| 10 oktober | Kenia    | 2 – 0 | Tanganyika |

| Nr. | Club       | Wedstrijden | Wedstrijden | Wedstrijden | Wedstrijden | Doelpunten | Doelpunten | Doelpunten | Punten |
| --- | ---------- | ----------- | ----------- | ----------- | ----------- | ---------- | ---------- | ---------- | ------ |
| Nr. | Club       | Sp          | W           | G           | V           | V          | T          | Saldo      | Punten |
| 1   | Kenia      | 3           | 2           | 1           | 0           | 7          | 0          | +7         | 5      |
| 2   | Zanzibar   | 3           | 1           | 1           | 1           | 3          | 7          | –4         | 4      |
| 3   | Tanganyika | 3           | 0           | 2           | 1           | 4          | 6          | –2         | 2      |
| 3   | Oeganda    | 3           | 0           | 2           | 1           | 2          | 3          | –1         | 2      |

1960 in Nakivubo, Kampala
| Datum      | Team     | Score | Team       |
| ---------- | -------- | ----- | ---------- |
| 8 oktober  | Oeganda  | 1 – 0 | Tanganyika |
| 10 oktober | Kenia    | 4 – 1 | Zanzibar   |
| 11 oktober | Oeganda  | 3 – 0 | Zanzibar   |
| 12 oktober | Kenia    | 5 – 0 | Tanganyika |
| 14 oktober | Zanzibar | 2 – 4 | Tanganyika |
| 15 oktober | Oeganda  | 1 – 1 | Kenia      |

| Nr. | Club       | Wedstrijden | Wedstrijden | Wedstrijden | Wedstrijden | Doelpunten | Doelpunten | Doelpunten | Punten |
| --- | ---------- | ----------- | ----------- | ----------- | ----------- | ---------- | ---------- | ---------- | ------ |
| Nr. | Club       | Sp          | W           | G           | V           | V          | T          | Saldo      | Punten |
| 1   | Kenia      | 3           | 2           | 1           | 0           | 10         | 2          | +8         | 7      |
| 1   | Oeganda    | 3           | 2           | 1           | 0           | 5          | 1          | +4         | 7      |
| 3   | Tanganyika | 3           | 1           | 0           | 2           | 4          | 8          | –4         | 2      |
| 4   | Zanzibar   | 3           | 0           | 0           | 3           | 3          | 11         | –8         | 0      |

1961 in Mombasa
| Datum        | Team     | Score  | Team       |
| ------------ | -------- | ------ | ---------- |
| 30 september | Oeganda  | 2 – 1  | Zanzibar   |
| 1 oktober    | Kenia    | 0 – 0  | Tanganyika |
| 3 oktober    | Oeganda  | 1 – 3  | Tanganyika |
| 4 oktober    | Kenia    | 10 – 0 | Zanzibar   |
| 6 oktober    | Zanzibar | 0 – 3  | Tanganyika |
| 7 oktober    | Kenia    | 2 – 1  | Oeganda    |

| Nr. | Club       | Wedstrijden | Wedstrijden | Wedstrijden | Wedstrijden | Doelpunten | Doelpunten | Doelpunten | Punten |
| --- | ---------- | ----------- | ----------- | ----------- | ----------- | ---------- | ---------- | ---------- | ------ |
| Nr. | Club       | Sp          | W           | G           | V           | V          | T          | Saldo      | Punten |
| 1   | Kenia      | 3           | 2           | 1           | 0           | 12         | 1          | +11        | 7      |
| 2   | Tanganyika | 3           | 2           | 1           | 0           | 6          | 1          | +5         | 7      |
| 3   | Oeganda    | 3           | 1           | 0           | 2           | 4          | 6          | +2         | 2      |
| 4   | Zanzibar   | 3           | 0           | 0           | 3           | 1          | 15         | –14        | 0      |

1962/63
| Datum       | Team       | Score | Team       |
| ----------- | ---------- | ----- | ---------- |
| 6 juli      | Kenia      | 5 – 0 | Zanzibar   |
| 28 juli     | Kenia      | 4 – 3 | Tanganyika |
| 1 september | Oeganda    | 3 – 1 | Kenia      |
| 4 november  | Tanganyika | 3 – 1 | Oeganda    |
| 15 december | Tanganyika | 6 – 0 | Zanzibar   |
| 19 januari  | Oeganda    | 8 – 0 | Zanzibar   |

| Nr. | Club       | Wedstrijden | Wedstrijden | Wedstrijden | Wedstrijden | Doelpunten | Doelpunten | Doelpunten | Punten |
| --- | ---------- | ----------- | ----------- | ----------- | ----------- | ---------- | ---------- | ---------- | ------ |
| Nr. | Club       | Sp          | W           | G           | V           | V          | T          | Saldo      | Punten |
| 1   | Oeganda    | 3           | 2           | 0           | 1           | 12         | 4          | +8         | 4      |
| 2   | Tanganyika | 3           | 2           | 0           | 1           | 12         | 5          | +7         | 4      |
| 3   | Kenia      | 3           | 2           | 0           | 1           | 10         | 6          | +4         | 4      |
| 4   | Zanzibar   | 3           | 0           | 0           | 3           | 0          | 19         | –19        | 0      |

1963 in Nairobi
| Datum        | Team       | Score | Team       |
| ------------ | ---------- | ----- | ---------- |
| 28 september | Kenia      | 4 – 1 | Tanganyika |
| 29 september | Oeganda    | 2 – 0 | Zanzibar   |
| 1 oktober    | Kenia      | 1 – 0 | Zanzibar   |
| 2 oktober    | Tanganyika | 1 – 1 | Oeganda    |
| 4 oktober    | Tanganyika | 2 – 1 | Zanzibar   |
| 5 oktober    | Kenia      | 1 – 2 | Oeganda    |

| Nr. | Club       | Wedstrijden | Wedstrijden | Wedstrijden | Wedstrijden | Doelpunten | Doelpunten | Doelpunten | Punten |
| --- | ---------- | ----------- | ----------- | ----------- | ----------- | ---------- | ---------- | ---------- | ------ |
| Nr. | Club       | Sp          | W           | G           | V           | V          | T          | Saldo      | Punten |
| 1   | Oeganda    | 3           | 2           | 1           | 0           | 5          | 2          | +3         | 5      |
| 2   | Kenia      | 3           | 2           | 0           | 1           | 6          | 3          | +3         | 4      |
| 3   | Tanganyika | 3           | 1           | 1           | 1           | 4          | 6          | –2         | 3      |
| 4   | Zanzibar   | 3           | 0           | 0           | 3           | 1          | 5          | –4         | 0      |

1964 in Dar es Salaam (Ilala Stadion)
| Datum        | Team       | Score | Team     |
| ------------ | ---------- | ----- | -------- |
| 26 september | Tanganyika | 1 – 0 | Kenia    |
| 27 september | Zanzibar   | 3 – 2 | Oeganda  |
| 29 september | Tanganyika | 3 – 1 | Zanzibar |
| 30 september | Oeganda    | 1 – 0 | Kenia    |
| 2 oktober    | Kenia      | 5 – 1 | Zanzibar |
| 3 oktober    | Tanganyika | 3 – 0 | Oeganda  |

| Nr. | Club       | Wedstrijden | Wedstrijden | Wedstrijden | Wedstrijden | Doelpunten | Doelpunten | Doelpunten | Punten |
| --- | ---------- | ----------- | ----------- | ----------- | ----------- | ---------- | ---------- | ---------- | ------ |
| Nr. | Club       | Sp          | W           | G           | V           | V          | T          | Saldo      | Punten |
| 1   | Tanganyika | 3           | 3           | 0           | 0           | 7          | 1          | +6         | 6      |
| 2   | Kenia      | 3           | 1           | 0           | 2           | 5          | 3          | +2         | 2      |
| 3   | Oeganda    | 3           | 1           | 0           | 2           | 3          | 6          | –3         | 2      |
| 4   | Zanzibar   | 3           | 1           | 0           | 2           | 5          | 10         | –5         | 2      |

1965 in Kampala
| Datum        | Team     | Score | Team     |
| ------------ | -------- | ----- | -------- |
| 25 september | Oeganda  | 4 – 1 | Zanzibar |
| 26 september | Tanzania | 2 – 0 | Kenia    |
| 28 september | Oeganda  | 2 – 3 | Kenia    |
| 29 september | Tanzania | 3 – 0 | Zanzibar |
| 1 oktober    | Kenia    | 5 – 1 | Zanzibar |
| 2 oktober    | Oeganda  | 1 – 1 | Tanzania |

| Nr. | Club     | Wedstrijden | Wedstrijden | Wedstrijden | Wedstrijden | Doelpunten | Doelpunten | Doelpunten | Punten |
| --- | -------- | ----------- | ----------- | ----------- | ----------- | ---------- | ---------- | ---------- | ------ |
| Nr. | Club     | Sp          | W           | G           | V           | V          | T          | Saldo      | Punten |
| 1   | Tanzania | 3           | 2           | 1           | 0           | 6          | 1          | +5         | 5      |
| 2   | Kenia    | 3           | 2           | 0           | 1           | 8          | 5          | +3         | 4      |
| 3   | Oeganda  | 3           | 1           | 1           | 1           | 7          | 5          | +2         | 3      |
| 4   | Zanzibar | 3           | 0           | 0           | 3           | 2          | 12         | –10        | 0      |

1966 in Zanzibar
| Datum        | Team     | Score | Team     |
| ------------ | -------- | ----- | -------- |
| 24 september | Zanzibar | 1 – 3 | Kenia    |
| 25 september | Oeganda  | 3 – 0 | Tanzania |
| 27 september | Kenia    | 0 – 0 | Oeganda  |
| 28 september | Zanzibar | 0 – 4 | Tanzania |
| 30 september | Kenia    | 3 – 2 | Tanzania |
| 1 oktober    | Zanzibar | 0 – 0 | Oeganda  |

| Nr. | Club     | Wedstrijden | Wedstrijden | Wedstrijden | Wedstrijden | Doelpunten | Doelpunten | Doelpunten | Punten |
| --- | -------- | ----------- | ----------- | ----------- | ----------- | ---------- | ---------- | ---------- | ------ |
| Nr. | Club     | Sp          | W           | G           | V           | V          | T          | Saldo      | Punten |
| 1   | Kenia    | 3           | 2           | 1           | 0           | 6          | 3          | +3         | 5      |
| 2   | Oeganda  | 3           | 1           | 2           | 0           | 3          | 0          | +3         | 4      |
| 3   | Tanzania | 3           | 1           | 0           | 2           | 6          | 6          | 0          | 2      |
| 4   | Zanzibar | 3           | 0           | 0           | 3           | 0          | 10         | –10        | 0      |

1. ↑  1928: Uitslag is niet zeker, 1 – 0 geeft een andere bron.
2. ↑  1931: Uitslag is niet zeker, 1 – 1 met 1 – 2 replay geeft een andere bron.
3. ↑  1960: Kenia en Oeganda eindigden in alles gelijk. Er werd gekeken naar verhouding voor- en tegendoelpunten. Beide landen kregen de trofee 6 maanden. De trofee verdween echter in Kenia en kwam pas in 1961 weer boven water.
4. ↑  1964: Tanganyika en Zanzibar werden in april 1964 één land. De naam van dat land werd pas echter op 1 november 'Tanzania'.

## Challenge Cup
1967 in Kenia
| Datum        | Team     | Score | Team     |
| ------------ | -------- | ----- | -------- |
| 30 september | Kenia    | 3 – 1 | Oeganda  |
| 3 oktober    | Tanzania | 1 – 2 | Oeganda  |
| 4 oktober    | Kenia    | 6 – 0 | Zanzibar |
| 6 oktober    | Oeganda  | 2 – 0 | Zanzibar |
| 9 oktober    | Kenia    | 5 – 3 | Tanzania |
| 10 oktober   | Zanzibar | 3 – 0 | Tanzania |

| Nr. | Club     | Wedstrijden | Wedstrijden | Wedstrijden | Wedstrijden | Doelpunten | Doelpunten | Doelpunten | Punten |
| --- | -------- | ----------- | ----------- | ----------- | ----------- | ---------- | ---------- | ---------- | ------ |
| Nr. | Club     | Sp          | W           | G           | V           | V          | T          | Saldo      | Punten |
| 1   | Kenia    | 3           | 3           | 0           | 0           | 14         | 4          | +10        | 6      |
| 2   | Oeganda  | 3           | 2           | 0           | 1           | 5          | 4          | +1         | 4      |
| 3   | Zanzibar | 3           | 1           | 0           | 2           | 3          | 8          | –5         | 2      |
| 4   | Tanzania | 3           | 0           | 0           | 3           | 4          | 10         | –6         | 0      |

1968 in Dar es Salaam
| Datum        | Team     | Score | Team     |
| ------------ | -------- | ----- | -------- |
| 28 september | Tanzania | 0 – 2 | Oeganda  |
| 29 september | Kenia    | 3 – 0 | Zanzibar |
| 1 oktober    | Tanzania | 3 – 3 | Kenia    |
| 2 oktober    | Oeganda  | 2 – 0 | Zanzibar |
| 4 oktober    | Kenia    | 1 – 1 | Oeganda  |
| 5 oktober    | Tanzania | 3 – 0 | Zanzibar |

| Nr. | Club     | Wedstrijden | Wedstrijden | Wedstrijden | Wedstrijden | Doelpunten | Doelpunten | Doelpunten | Punten |
| --- | -------- | ----------- | ----------- | ----------- | ----------- | ---------- | ---------- | ---------- | ------ |
| Nr. | Club     | Sp          | W           | G           | V           | V          | T          | Saldo      | Punten |
| 1   | Oeganda  | 3           | 2           | 1           | 0           | 5          | 1          | +4         | 5      |
| 2   | Kenia    | 3           | 1           | 2           | 0           | 7          | 4          | +3         | 4      |
| 3   | Tanzania | 3           | 1           | 1           | 1           | 6          | 5          | +1         | 3      |
| 4   | Zanzibar | 3           | 0           | 0           | 3           | 0          | 8          | –8         | 0      |

1969 in Oeganda
| Datum        | Team     | Score | Team     |
| ------------ | -------- | ----- | -------- |
| 27 september | Oeganda  | 3 – 0 | Tanzania |
| 28 september | Kenia    | 2 – 1 | Zanzibar |
| 29 september | Oeganda  | 7 – 0 | Zanzibar |
| 1 oktober    | Kenia    | 0 – 3 | Tanzania |
| 3 oktober    | Tanzania | 3 – 0 | Zanzibar |
| 4 oktober    | Oeganda  | 1 – 0 | Kenia    |

| Nr. | Club     | Wedstrijden | Wedstrijden | Wedstrijden | Wedstrijden | Doelpunten | Doelpunten | Doelpunten | Punten |
| --- | -------- | ----------- | ----------- | ----------- | ----------- | ---------- | ---------- | ---------- | ------ |
| Nr. | Club     | Sp          | W           | G           | V           | V          | T          | Saldo      | Punten |
| 1   | Oeganda  | 3           | 3           | 0           | 0           | 11         | 0          | +11        | 6      |
| 2   | Tanzania | 3           | 2           | 1           | 0           | 6          | 3          | +3         | 4      |
| 3   | Kenia    | 3           | 1           | 0           | 2           | 2          | 5          | –3         | 2      |
| 4   | Zanzibar | 3           | 0           | 0           | 3           | 1          | 12         | –11        | 0      |

1970 in Zanzibar
| Datum        | Team     | Score | Team     |
| ------------ | -------- | ----- | -------- |
| 26 september | Zanzibar | 0 – 1 | Oeganda  |
| 27 september | Tanzania | 2 – 1 | Kenia    |
| 29 september | Oeganda  | 2 – 1 | Kenia    |
| 30 september | Zanzibar | 1 – 2 | Tanzania |
| 2 oktober    | Tanzania | 1 – 4 | Oeganda  |
| 3 oktober    | Zanzibar | 3 – 2 | Kenia    |

| Nr. | Club     | Wedstrijden | Wedstrijden | Wedstrijden | Wedstrijden | Doelpunten | Doelpunten | Doelpunten | Punten |
| --- | -------- | ----------- | ----------- | ----------- | ----------- | ---------- | ---------- | ---------- | ------ |
| Nr. | Club     | Sp          | W           | G           | V           | V          | T          | Saldo      | Punten |
| 1   | Oeganda  | 3           | 3           | 0           | 0           | 7          | 2          | +5         | 6      |
| 2   | Tanzania | 3           | 2           | 0           | 1           | 5          | 6          | –1         | 4      |
| 3   | Zanzibar | 3           | 1           | 0           | 2           | 4          | 5          | –1         | 2      |
| 4   | Kenia    | 3           | 0           | 0           | 3           | 4          | 7          | –3         | 0      |

1971 in Nairobi
| Datum        | Team     | Score | Team     |
| ------------ | -------- | ----- | -------- |
| 25 september | Kenia    | 1 – 1 | Tanzania |
| 26 september | Oeganda  | 3 – 1 | Zanzibar |
| 28 september | Kenia    | 0 – 0 | Zanzibar |
| 29 september | Tanzania | 0 – 0 | Oeganda  |
| 30 september | Kenia    | 4 – 0 | Zanzibar |
| 2 oktober    | Tanzania | 1 – 1 | Zanzibar |
| 3 oktober    | Kenia    | 2 – 0 | Oeganda  |

| Nr. | Club     | Wedstrijden | Wedstrijden | Wedstrijden | Wedstrijden | Doelpunten | Doelpunten | Doelpunten | Punten |
| --- | -------- | ----------- | ----------- | ----------- | ----------- | ---------- | ---------- | ---------- | ------ |
| Nr. | Club     | Sp          | W           | G           | V           | V          | T          | Saldo      | Punten |
| 1   | Kenia    | 3           | 2           | 1           | 0           | 7          | 1          | +6         | 5      |
| 2   | Oeganda  | 3           | 1           | 1           | 1           | 3          | 3          | 0          | 3      |
| 2   | Tanzania | 3           | 0           | 3           | 0           | 1          | 1          | 0          | 3      |
| 4   | Zanzibar | 3           | 0           | 1           | 2           | 2          | 8          | –6         | 1      |

1. ↑  1971: De wedstrijd tussen Kenia en Zanzibar werd gestaakt. Zanzibar ging in de 70ste minuut van het veld toen het publiek met stenen begon te gooien.